# David McLlwain
David Allan McLlwain (né le 9 juin 1967 à Seaforth dans la province de l'Ontario au Canada) est un joueur de hockey sur glace évoluant avec l'équipe de Kölner Haie de la DEL.

## Carrière
Repêché par les Penguins de Pittsburgh lors de l'encan de 1986, Dave Mclwain rejoint ces derniers dès 1987. Il partage les deux saisons suivantes entre les Penguins et leur club affilié dans la Ligue internationale de hockey, les Lumberjacks de Muskegon avant de se voir être échangé à l'été 1989 aux Jets de Winnipeg.
Il connait en 1991-1992 une des saisons les plus mouvementé de sa carrière; après trois matchs avec Winnipeg, les Jets l'envoi aux Sabres de Buffalo qui eux le transfèrent cinq rencontres plus tard aux Islanders de New York. Il prend part à cinquante-quatre parties des Islanders avant de terminer finalement cette même saison avec les Maple Leafs de Toronto.
En 1993, il s'aligne et ce, pour les trois saisons suivantes, avec la nouvelle franchise de la LNH, les Sénateurs d'Ottawa. Revenant via transaction au Penguins en 1996, puis aux Islanders durant l'été suivant en tant qu'agent libre. McLlwain prend part à ces dernières rencontres dans la LNH en 1996-1997 avant de quitter pour l'Europe en 1997.
Il joint le EV Landshut de la DEL pour une saison, puis le SC Berne de la Ligue nationale A pour deux autres avant de rejoindre en 2000 l'équipe de Kölner Haie de la DEL, équipe avec qui il a évolué jusqu'en 2009.

## Statistiques
Pour les significations des abréviations, voir Statistiques du hockey sur glace.
| Saison     | Équipe                   | Ligue      |     | Saison régulière | Saison régulière | Saison régulière | Saison régulière | Saison régulière |   | Séries éliminatoires | Séries éliminatoires | Séries éliminatoires | Séries éliminatoires | Séries éliminatoires |
| Saison     | Équipe                   | Ligue      | PJ  | B                | A                | Pts              | Pun              | PJ               | B | A                    | Pts                  | Pun                  |                      |                      |
| 1984-1985  | Rangers de Kitchener     | LHO        | 61  | 13               | 21               | 34               | 29               | -                | - | -                    | -                    | -                    |                      |                      |
| 1985-1986  | Rangers de Kitchener     | OHL        | 13  | 7                | 7                | 14               | 12               | -                | - | -                    | -                    | -                    |                      |                      |
| 1985-1986  | Centennials de North Bay | OHL        | 51  | 30               | 28               | 58               | 25               | 10               | 4 | 4                    | 8                    | 2                    |                      |                      |
| 1986-1987  | Centennials de North Bay | OHL        | 60  | 46               | 73               | 119              | 35               | 24               | 7 | 18                   | 25                   | 40                   |                      |                      |
| 1987-1988  | Penguins de Pittsburgh   | LNH        | 66  | 11               | 8                | 19               | 40               | -                | - | -                    | -                    | -                    |                      |                      |
| 1987-1988  | Lumberjacks de Muskegon  | LIH        | 9   | 4                | 6                | 10               | 23               | 6                | 2 | 3                    | 5                    | 8                    |                      |                      |
| 1988-1989  | Penguins de Pittsburgh   | LNH        | 24  | 1                | 2                | 3                | 4                | 3                | 0 | 1                    | 1                    | 0                    |                      |                      |
| 1988-1989  | Lumberjacks de Muskegon  | LIH        | 46  | 37               | 35               | 72               | 51               | 7                | 8 | 2                    | 10                   | 6                    |                      |                      |
| 1989-1990  | Jets de Winnipeg         | LNH        | 80  | 25               | 26               | 51               | 60               | 7                | 0 | 1                    | 1                    | 2                    |                      |                      |
| 1990-1991  | Jets de Winnipeg         | LNH        | 60  | 14               | 11               | 25               | 46               | -                | - | -                    | -                    | -                    |                      |                      |
| 1991-1992  | Jets de Winnipeg         | LNH        | 3   | 1                | 1                | 2                | 2                | -                | - | -                    | -                    | -                    |                      |                      |
| 1991-1992  | Sabres de Buffalo        | LNH        | 5   | 0                | 0                | 0                | 2                | -                | - | -                    | -                    | -                    |                      |                      |
| 1991-1992  | Islanders de New York    | LNH        | 54  | 8                | 15               | 23               | 28               | -                | - | -                    | -                    | -                    |                      |                      |
| 1991-1992  | Maple Leafs de Toronto   | LNH        | 11  | 1                | 2                | 3                | 4                | -                | - | -                    | -                    | -                    |                      |                      |
| 1992-1993  | Maple Leafs de Toronto   | LNH        | 66  | 14               | 4                | 18               | 30               | 4                | 0 | 0                    | 0                    | 0                    |                      |                      |
| 1993-1994  | Sénateurs d'Ottawa       | LNH        | 66  | 17               | 26               | 43               | 48               | -                | - | -                    | -                    | -                    |                      |                      |
| 1994-1995  | Sénateurs d'Ottawa       | LNH        | 43  | 5                | 6                | 11               | 22               | -                | - | -                    | -                    | -                    |                      |                      |
| 1995-1996  | Sénateurs d'Ottawa       | LNH        | 1   | 0                | 1                | 1                | 2                | -                | - | -                    | -                    | -                    |                      |                      |
| 1995-1996  | Penguins de Pittsburg    | LNH        | 18  | 2                | 4                | 6                | 4                | 6                | 0 | 0                    | 0                    | 0                    |                      |                      |
| 1995-1996  | Lumberjacks de Cleveland | LIH        | 60  | 30               | 45               | 75               | 80               | -                | - | -                    | -                    | -                    |                      |                      |
| 1996-1997  | Islanders de New York    | LNH        | 4   | 1                | 1                | 2                | 0                | -                | - | -                    | -                    | -                    |                      |                      |
| 1996-1997  | Lumberjacks de Cleveland | LIH        | 63  | 29               | 46               | 75               | 85               | 14               | 8 | 15                   | 23                   | 6                    |                      |                      |
| 1997-1998  | EV Landshut              | DEL        | 47  | 21               | 13               | 34               | 34               | 3                | 0 | 0                    | 0                    | 4                    |                      |                      |
| 1998-1999  | SC Berne                 | LNA        | 39  | 20               | 34               | 54               | 30               | 6                | 2 | 2                    | 4                    | 6                    |                      |                      |
| 1999-2000  | SC Berne                 | LNA        | 45  | 16               | 33               | 49               | 51               | 5                | 1 | 1                    | 2                    | 6                    |                      |                      |
| 1999-2000  | Canada                   | Nat.       | 3   | 0                | 0                | 0                | 0                | -                | - | -                    | -                    | -                    |                      |                      |
| 2000-2001  | Kölner Haie              | DEL        | 50  | 17               | 24               | 41               | 52               | 3                | 1 | 0                    | 1                    | 6                    |                      |                      |
| 2001-2002  | Kölner Haie              | DEL        | 52  | 12               | 28               | 40               | 58               | -                | - | -                    | -                    | -                    |                      |                      |
| 2002-2003  | Kölner Haie              | DEL        | 52  | 18               | 26               | 44               | 70               | 15               | 3 | 10                   | 13                   | 53                   |                      |                      |
| 2003-2004  | Kölner Haie              | DEL        | 47  | 23               | 29               | 52               | 126              | 2                | 1 | 2                    | 3                    | 2                    |                      |                      |
| 2004-2005  | Kölner Haie              | DEL        | 51  | 15               | 32               | 47               | 83               | 7                | 2 | 5                    | 7                    | 8                    |                      |                      |
| 2005-2006  | Kölner Haie              | DEL        | 51  | 14               | 50               | 64               | 111              | 9                | 3 | 9                    | 12                   | 22                   |                      |                      |
| 2006-2007  | Kölner Haie              | DEL        | 52  | 21               | 41               | 62               | 92               | 9                | 4 | 10                   | 14                   | 22                   |                      |                      |
| 2007-2008  | Kölner Haie              | DEL        | 53  | 19               | 35               | 54               | 73               | 13               | 1 | 8                    | 9                    | 26                   |                      |                      |
| 2008-2009  | Kölner Haie              | DEL        | 42  | 8                | 16               | 24               | 48               | -                | - | -                    | -                    | -                    |                      |                      |
| Totaux LNH | Totaux LNH               | Totaux LNH | 501 | 100              | 107              | 207              | 292              | 20               | 0 | 2                    | 2                    | 2                    |                      |                      |

### Statistiques en équipe nationale
| Année | Équipe        | Compétition                 |   | PJ | B | A | Pts | Pun         |  | Résultat |
| 1987  | Canada junior | Championnat du monde junior | 6 | 4  | 4 | 8 | 2   | Disqualifié |  |          |

## Honneurs et trophées
Ligue de hockey de l'Ontario
- Membre de la deuxième équipe d'étoiles en 1987.

### Transactions
- 1986; repêché par les Penguins de Pittsburgh (9e choix de l'équipe, 172e au total).
- 17 juin 1989; échangé par les Penguins avec Randy Cunneyworth et Rick Tabaracci aux Jets de Winnipeg en retour de Jim Kyte, d'Andrew McBain et de Randy Gilhen.
- 11 octobre 1991; échangé par les Jets avec Gord Donnelly, le choix de 5e ronde des Jets au repêchage de 1992 (Yuri Khmylev) et une somme d'argent aux Sabres de Buffalo en retour de Darrin Shannon, Mike Hartman et Dean Kennedy.
- 25 octobre 1991; échangé par les Sabres avec Pierre Turgeon, Uwe Krupp et Benoît Hogue aux Islanders de New York en retour de Pat LaFontaine, Randy Hillier, Randy Wood et le choix de 4e ronde au repêchage de 1992 (Dean Melanson).
- 10 mars 1992; échangé par les Islanders avec Ken Baumgartner aux Maple Leafs de Toronto en retour de Daniel Marois et Claude Loiselle.
- 3 octobre 1993; réclamé par les Sénateurs d'Ottawa lors du repêchage d'expansion.
- 1er mars 1996; échangé par les Sénateurs aux Penguins de Pittsburgh en retour du choix de 8e ronde des Penguins (Erich Goldmann) au repêchage de 1996.
- 29 juillet 1996; Signe à titre d'agent libre avec les Islanders de New York.